# Charagua (gemeente)
Charagua is een gemeente (municipio) in de Boliviaanse provincie Cordillera in het departement Santa Cruz. De gemeente telt naar schatting 38.918 inwoners (2018). De hoofdplaats is Charagua. Met een oppervlakte van 72.400 km² is het veruit de grootste gemeente van het land.
Charagua werd na goedkeuring in een lokaal referendum in september 2015 de eerste inheems autonome gemeente (autonomía indígena originario campesina of AIOC) van Bolivia, hetgeen mogelijk was geworden na de goedkeuring van de nieuwe grondwet in 2009. Hiermee werd erkend dat het gebied van oudsher is bewoond door Guaraní. De officiële talen van de gemeente zijn derhalve ook uitgebreid van enkel Spaans (castellano) naar ook Guaraní.

## Indeling
De gemeente bestaat uit de volgende kantons:
- Cantón Charagua - 16 Vicecantones, 7.009 inwoners (2001)
- Cantón Saipuru - 12 Vicecantones, 2.757 inw.
- Cantón Izozog - 25 Vicecantones, 11.916 inw.
- Cantón Parapeti Grande - 11 Vicecantones, 2.745 inw.